# Matice cyrilometodějská
Matice cyrilometodějská je moravský zapsaný spolek provozující vydavatelství a nakladatelství s ručením omezeným. Specializující se na křesťanskou literaturu, katolickou výchovu a související literaturu faktu. Byla založena ThDr. Augustinem Štanclem v roce 1900 v Olomouci původně jako katolický školský spolek, který sdružoval více než 100 církevních škol. Fungovala téměř nepřetržitě i během obou světových válek až do roku 1950, kdy byla tehdejším komunistickým režimem i přes veškeré snahy jejího tehdejšího tajemníka Vlčka zrušena. K jejímu obnovení došlo až po roce 1989 pod čestným předsednictvím kardinála Františka Tomáška. Jeho předsedou pak byl od roku 1990 až do své smrti v roce 2015 Josef Vlček. V roce 1993 bylo obnoveno stejnojmenné nakladatelství, které dodnes sídlí v Olomouci a navazuje na předchozí činnost zmiňovaného školského spolku. Matice dnes mj. vydává mariánský a konzervativně orientovaný katolický týdeník Světlo, zpravodaj Mariánského kněžského hnutí, homiletický občasník Fermentum a další katolické knihy a tiskoviny.

## Významné vydavatelské počiny

### Beletrie
- Jaroslav Durych: Poutní zboží - Výbor z náboženských úvah (2003), ISBN 80-7266-160-4
- Jaroslav Durych: Svaté kněžství podle vidění ctihodné Anny Kateřiny Emmerichové (2003), ISBN 80-7266-151-5
- Jaroslav Durych: Zdrávas Královno! (2002), ISBN 80-7266-098-5
- Jan Dobraczyński: Přelévat moře (1994)

### Časopisy
- Světlo (týdeník, vychází od podzimu 1993)
- Fermentum – homiletický občasník (vychází 4x ročně)

### Katechetika
- Rudolf Smahel: Rozhlasové přednášky o výchově dětí (1997)
- Cestička k Bohu (1993) – modlitební knížka pro děti
- Josef Hrdlička: Věřím, věříme – poznáváme Katechismus katolické církve (2011)

### Moderní církevní historie
- Pierre Blet: Pius XII. a druhá světová válka ve světle vatikánských archivů (2001), ISBN 80-7266-082-9
- Radomír Malý: Církevní dějiny (2002)
- Vojtěch Vlček a kolektiv: Ženské řehole za komunismu 1948-1989 (2003), ISBN 80-7266-195-7
- Vojtěch Vlček: Perzekuce mužských řádů a kongregací komunistickým režimem 1948-1964 (2004), ISBN 80-7266-179-5

### Filosofie
- František Gabryl: Noetika (1921). Dostupné online

### Teologie
- Rudolf Otto: Dogmatika (6 dílů, 1994)
- Rudolf Graber: Atanáš a dnešní církev (2009), ISBN 978-80-7266-305-7
- Martin Ramm FSSP: Přistoupím k oltáři Božímu (2007)
- Josef Vlček: O mši svaté (2007)

### Odborné studie
- Albert Vyskočil: Znamení u cest (1947, reprint 1995)